# Melanochromis elastodema
Melanochromis elastodema é uma espécie de peixe da família Cichlidae.
É endémica do Malawi.
Os seus habitats naturais são: ambientes de água doce.